# Hwang Chansung
Hwang Chansung (hangul: 황찬성, hanja: 黃燦盛; Seúl, 11 de febrero de 1990) es un cantante, compositor y actor surcoreano. Es miembro de la banda masculina 2PM, siendo el más joven. Realizó su debut como actor en el drama Unstoppable High Kick en el año 2006, dos años antes de debutar con el grupo.

## Primeros años
Chansung nació en Seúl, Corea del Sur, donde actualmente reside. 
Fue educado en Korean Art High School y en la Universidad Howon.

## Carrera
El 3 de marzo de 2022 se anunció que se había unido a la agencia L' July Entertainment. Fue miembro de la agencia JYP Entertainment hasta enero de 2022.

### Música

#### Predebut
Antes de convertirse en un miembro de 2PM, Chansung debutó como actor en las series Unstoppable High Kick trasmitida en 2006, y en Jungle Fish de 2008. Es durante ese tiempo, que en 2006, audicionó y fue uno de los finalistas (junto a sus futuros compañeros de banda Lee Junho y Taecyeon) del programa Superstar Survival.

#### 2PM
En 2008, ingresó al programa de competencia Hot Blood Men de Mnet, que sigue el entrenamiento extremo de 13 aprendices con el fin de ser miembro de la banda One Day que sería manejada por JYP Entertainment. One Day se separó en dos bandas independientes, 2AM y 2PM, esta última es donde Chansung fue colocado. Seis meses luego de que el programa finalizará, 2PM debutó con su primer sencillo «10점 만점에 10점» (10 Points out of 10 Points) de su primer EP Hottest Time of the Day. Pero no fue hasta su segundo EP 2:00PM Time For Change que el grupo alcanzó el éxito en la industria musical surcoreana. 

#### Trabajo en Solitario
En lo que respecta a su carrera musical, Chansung ha participado en la composición de varias canciones para su grupo.
Recientemente debutó como solista 19 de mayo de 2018 con el sencillo "treasure".

### Cine y televisión
Luego de su debut con 2PM, Chansung ha continuado con su carrera de actor a la vez que la de cantante, participando en varios dramas como 7th Grade Civil Servant (2013). Gracias a la popularidad de su grupo, tuvo la oportunidad de trabajar en el drama japonés Kaito Royale(2011) donde interpretó a Jack. 
Ha participado en algunas películas coreanas como Red Carpet y Five Eagle Brothers, ambas estrenadas en 2014. 
Así mismo participó en la película japonesa Wasureyuki (también conocida como The Last Snow of Winter) y en la película china I wanna hold your hand, que se estrenaron en el año 2015.
En junio del 2018 se unió al elenco recurrente de la serie What’s Wrong With Secretary Kim? donde interpretó a Go Gwi-nam, un empleado de la compañía "Yumyung Group" que dedica su tiempo a trabajar para poder tener una mejor vida.
En febrero del 2019 realizó dos apariciones especiales en la serie Touch Your Heart, donde dio vida a un hombre por el cual Dan Moon-hee (Park Kyung-hye) se siente atraída.
El 7 de febrero del 2020 se unió al elenco recurrente de la serie My Holo Love, donde interpretó a Chansung, el vicepresidente del conglomerado "Magic Mirror".
En abril de 2021 se unió al elenco de la serie Entonces me casé con la antifan, donde dio vida a JJ, un antiguo amigo de Hoo Joon (Choi Tae-joon). La serie fue filmada en 2018.

## Vida privada
Chansung es hablante nativo de coreano, tiene un nivel intermedio en japonés, y un nivel básico en inglés. Además, ha practicado artes marciales, alcanzado un alto nivel en Taekwondo y Kumdo.
En junio de 2019 comenzó su servicio militar obligatorio, el cual finalizó el 5 de enero de 2021.
En diciembre de 2021 anunció que se había comprometido y que su prometida estaba embarazada. En julio de 2022 se hizo público el nacimiento de su hijo.

### Gimnasio
El 1 de junio de 2012, JYP Entertainment anunció que Chansung abriría un gimnasio junto a su entrenador personal, Hwang Mo. El gimnasio está situado en la localidad Nonhyun-dong, Seúl.

## Discografía
Colaboraciones
| Año  | Artista          | Canción                                  | Álbum                          |
| ---- | ---------------- | ---------------------------------------- | ------------------------------ |
| 2010 | JOO ft. Chansung | «Not Even In The Movies» (영화도 안보니) | Heart Made                     |
| 2011 | 2AM ft. Chansung | «To Her» (그녀에게)                      | Can't Let You Go Even If I Die |

Composiciones
| Fecha                    | Título                         | Artista             | Álbum                          |
| ------------------------ | ------------------------------ | ------------------- | ------------------------------ |
| 6 de mayo de 2013        | «Coming Down»                  | 2PM                 | Grown                          |
| 6 de mayo de 2013        | «Perfume»                      | Él mismo            | Grown (Grand Edition only)     |
| 15 de septiembre de 2014 | «Mine»                         | 2PM                 | Go Crazy!                      |
| 15 de septiembre de 2014 | «Boyfriend»                    | 2PM                 | Go Crazy!                      |
| 15 de septiembre de 2014 | «The Word, Love» (사랑한단 말) | Chansung & Taecyeon | Go Crazy! (Grand Edition only) |

## Filmografía

### Series de televisión
| Año     | Título                           | Rol              | Canal         | Ref.          |
| ------- | -------------------------------- | ---------------- | ------------- | ------------- |
| 2006    | Unstoppable High Kick!           | Hwang Chan Sung  | MBC           |               |
| 2008    | Jungle Fish                      | Park Young Sam   | KBS2          |               |
| 2011    | Dream High                       | Cameo (Ep. 12)   | KBS2          |               |
| 2011    | Kaito Royale                     | Jack             | TBS           |               |
| 2013    | 7th Grade Civil Servant          | Gong Do Ha       | MBC           |               |
| 2013    | Notre Noir                       | Kim Hyung Joo    | KBS2          | [ 18 ]        |
| 2017    | Suspicious Partner               | Jang Hee-joon    | SBS           |               |
| 2017    | Queen for Seven Days             | Seo Noh          | KBS2          |               |
| 2018    | What’s Wrong With Secretary Kim? | Go Gwi-nam       | tvN           | [ 5 ] [ 19 ]  |
| 2019    | Touch Your Heart                 | Repartidor       | tvN           | [ 20 ]        |
| 2020    | My Holo Love                     | Chansung         | Netflix       |               |
| 2021    | Vincenzo                         | Actor            | tvN / Netflix | [ 21 ] [ 22 ] |
| 2021    | Entonces me casé con la antifan  | JJ               | Naver TV      | [ 23 ]        |
| 2021-22 | Show Window: Queen's House       | Han Jung-won     | Channel A     | [ 24 ] [ 25 ] |
| 2022    | Now, We Are Breaking Up          | Kim Soo-min      | SBS           |               |
| 2023    | Bo-ra! Deborah                   | Noh Joo-wan      | ENA           | [ 26 ] [ 27 ] |
| 2024    | Bitter Sweet Hell                | Noh Young-min    | MBC           | [ 28 ] [ 29 ] |
| 2024    | Seoul Busters                    | Actor denunciado | Disney+       |               |

### Películas
| Año  | Título                                         | Rol          |
| ---- | ---------------------------------------------- | ------------ |
| 2012 | Beyond the ONEDAY ~Story of 2PM & 2AM~ (Japón) | Él mismo     |
| 2014 | Red Carpet                                     | Kim Dae Yoon |
| 2014 | Five Eagle Brothers                            | Soo Geun     |
| 2015 | I wanna hold your hand (China)                 | Ji Oh        |
| 2015 | Wasureyuki (Japón)                             | Yoon Tae Oh  |

### Programas de televisión
| Año        | Título                          | Notas                                | Canal      |
| ---------- | ------------------------------- | ------------------------------------ | ---------- |
| 2006       | Superstar Survival              | concursante                          | SBS        |
| 2008       | Hot Blood                       | concursante                          | Mnet       |
| 2008       | Idol Army Season 3              | Invitado                             | MBC        |
| 2008       | Kko Kko Tour Season 2           | Invitado                             | KBS 2TV    |
| 2009       | Punch!Punch!                    | Invitado junto a Nichkhun            |            |
| 2011, 2013 | Hello Counselor                 | Invitado, Ep. 30 y 125               | KBS2       |
| 2013       | Incarnation                     | Invitado junto a Taecyeon y Nichkhun | SBS        |
| 2013       | Running Man                     | Invitado junto a Taecyeon            | SBS        |
| 2013       | Strong Heart 2                  | Invitado junto a Taecyeon y Nichkhun | SBS        |
| 2013       | Running Man                     | Invitado junto a Wooyoung            | SBS        |
| 2013       | Cool Kiz on the Block           | Invitado junto a Nichkhun            | KBS        |
| 2014       | I★GOT7                          | Invitado (Ep. 2)                     | SBS        |
| 2014       | If You Love                     | Participante junto a Liu Yan         | HST        |
| 2014       | Cool Kiz on the Block           | Invitado junto a FeelDog de Big Star | KBS        |
| 2014       | After School Club               | Junto a Wooyoung y Nichkhun          | Arirang TV |
| 2015       | Idol Star Athletic Championship | Participante junto a Nichkhun        | MBC        |
| 2015       | If You Love season 2            | Invitado junto a Liu Yan             | HST        |
| 2015       | Sixteen                         | Invitado junto a Nichkhun (Ep. 2)    | Mnet       |
| 2015       | Let’s Go! Dream Team China      | Invitado                             | KBS        |
| 2015       | Running Man                     | Invitado (Ep. 256)                   | SBS        |
| 2016       | Law of the Jungle in Tonga      | Miembro - Ep. 208 - 211              | SBS        |
| 2017       | Living Together in Empty Room   | Miembro - Ep. 24 - presente          | MBC        |

### Aparición en videos musicales
| Año  | Canción          | Artista    |
| ---- | ---------------- | ---------- |
| 2010 | «This Christmas» | JYP Nation |
| 2011 | «Bad Guy»        | JOO        |
| 2012 | «Classic»        | JYP Nation |

## Premios y nominaciones
| Año  | Premiación             | Categoría                    | Trabajo nominado                 | Resultado |
| ---- | ---------------------- | ---------------------------- | -------------------------------- | --------- |
| 2010 | Korea Jewerly Awards   | Diamond Awards               | Nichkhun y Chansung              | Ganador   |
| 2010 | Men's Health           | Mejor modelo de portada      | Él mismo                         | Ganador   |
| 2013 | Baeksang Arts Awards   | Actor más popular (TV)       | —                                | Nominado  |
| 2018 | 11th Korea Drama Award | Hallyu Star Award            |                                  | Ganador   |
| 2018 | 11th Korea Drama Award | Male Excellence Award, Actor | What's Wrong With Secretary Kim? | Ganador   |